# Danny Trifan
Danny Trifan es un bajista de jazz y jazz-rock norteamericano, originario de Misuri.
En 1970 entró a formar parte de la banda de Buzzy Linhart, con quien grabó dos álbumes en los que, además del bajo, tocaba los teclados y era productor. En esta banda, coincidió con Jeff Baxter, más tarde miembro de los Doobie Brothers, y músicos de la banda de jazz-rock Ten Wheel Drive. En 1972 entró a formar parte, como miembro fijo, del grupo The Eleventh House, liderado por el guitarrista Larry Coryell, con quien permaneció hasta 1976, participando en seis discos.
Ese mismo año, 1976, se incorpora a Blood, Sweat & Tears, con quienes graba dos discos (More than ever y Brand new day). Cuando la banda se separa, tras la muerte del saxofonista Gregory Herbert, en 1978, Trifan se integra en un colectivo de músicos de jazz denominado "The Players Association", con los que graba un nuevo disco.
En los últimos años 1970 y en la década de 1990, trabajará con artistas como David Sanborn, Eumir Deodato, Tom Waits o The Manhattan Transfer. Después se retira temporalmente, para estudiar Historia en la Missouri Western State University, de la que actualmente es profesor. No obstante, en 2001 vuelve a encontrarse con Larry Coryell y graba un nuevo álbum con él. También grabará con Henry Gaffney (2002).